# Керлинг на Зимским олимпијским играма 2002.
Такмичења у керлингу на Зимским олимпијским играма 2002. одржана су од 11. до 18. фебруара у Огдену у Јути, Сједињене Америчке Државе.

## Учесници

### Жене
| - Данска - Јапан - Канада - Немачка - Уједињено Краљевство | - Норвешка - Русија - Швајцарска - Шведска - Сједињене Америчке Државе |

### Мушкарци
| - Канада - Данска - Финска - Француска - Немачка | - Уједињено Краљевство - Норвешка - Шведска - Швајцарска - Сједињене Америчке Државе |

## Освајачи медаља

### Жене
| Злато                                                                   | Сребро                                                                   | Бронза                                                                 |
| Уједињено Краљевство                                                    | Швајцарска                                                               | Канада                                                                 |
| Rhona Martin Deborah Knox Fiona MacDonald Janice Rankin Margaret Morton | Luzia Ebnöther Mirjam Ott Tanya Frei Laurence Bidaud Nadia Röthlisberger | Kelley Law Julie Skinner Georgina Wheatcroft Diane Nelson Cheryl Noble |

### Мушкарци
| Злато                                                                          | Сребро                                                             | Бронза                                                                             |
| Норвешка                                                                       | Канада                                                             | Швајцарска                                                                         |
| Pål Trulsen Lars Vågberg Flemming Davanger Bent Ånund Ramsfjell Torger Nergård | Kevin Martin Don Walchuk Carter Rycroft Don Bartlett Ken Tralnberg | Andreas Schwaller Christof Schwaller Markus Eggler Damian Grichting Marco Ramstein |

## Биланс медаља
| Пласман | Екипа                | Злато | Сребро | Бронза | Укупно |
| 1       | Норвешка             | 1     | 0      | 0      | 1      |
| 1       | Уједињено Краљевство | 1     | 0      | 0      | 1      |
| 2       | Канада               | 0     | 1      | 1      | 2      |
| 2       | Швајцарска           | 0     | 1      | 1      | 2      |
|         | Укупно (5)           | 2     | 2      | 2      | 6      |

## Спортски објекти
| Ice Sheet арена Огден |
| --------------------- |
|                       |
| Меч Канада - Норвешка |